# Blomflugor
Blomflugor (Syrphidae) är en familj i insektsordningen tvåvingar som innehåller cirka 6 000 kända arter över hela världen, varav drygt 350 påträffats i Sverige.

## Kännetecken
Blomflugor är medelstora till ganska stora tvåvingar (Diptera) med en kroppslängd från omkring 5 upp till 20 millimeter. Som namnet antyder ser man dem ofta ätande nektar och pollen från blommor. De kan ofta ses sväva (hovra) i luften i närheten av blommor, gärna flockblomstriga. Många blomflugor efterliknar getingfamiljen Vespidae eller honungsbin och humlor i sitt utseende. Detta efterliknande kallas mimikry, vilket innebär att ett djur har en skyddande likhet med ett farligt djur. Man tror att denna likhet i utseende med dessa gaddsteklar skyddar flugorna från attackerande fåglar och andra insektsätare.
För att se skillnad mellan en blomfluga och en geting så kan man titta på vingarna; en geting har fyra vingar och blomflugan två. Blomflugor har dessutom andra typer av antenner än bin och getingar vilket lätt skiljer dem från de senare. Blomflugornas antenner är kortare och består bara av 3 segment varav det yttre i de flesta fall är försett med ett litet borst (arista).
Inte alla blomflugor är getinglikt tecknade och det finns också andra flugor med gul-svart teckning (till exempel vissa stekelflugor), men blomflugorna kan säkert kännas igen på den s.k. falska vingribban (vena spuria). Att skilja mellan olika arter av blomflugor är däremot för det mesta svårt och låter sig vanligen inte göras i fält.

## Levnadssätt
Larverna av många arter blomflugor, speciellt i underfamiljen Syrphinae (till exempel släktena Syrphus, Melanostoma, Platycheirus och Sphaerophoria), är rovdjur som larver. De äter med god aptit bland annat bladlöss, något som används inom ekologisk odling. Det finns också arter vars larver lever i bon av samhällsbildande insekter och livnär sig på larver eller avfall, som släktet Microdon i myrbon och släktet Volucella i humlebon eller getingbon.  
Några arters larver, till exempel i släktena Merodon och Eumerus, är växtätare som kan livnära sig på rötter eller lökar - de är dock endast i undantagsfall till problem.
Många arters larver lever på dött organiskt material, som exempelvis multnande ved eller rinnande sav. Till denna kategori får man också räkna larverna av en del släkten, som Eristalis, Helophilus och Neoascia, vilka lever i lugna näringsrika vatten.
Som ovan nämnts lever de vuxna flugorna av pollen eller nektar och de är i många fall nyttiga pollinerare.

## Systematik
Blomflugorna brukar delas in i de tre underfamiljerna Syrphinae, Eristalinae och Microdontinae och cirka 190 släkten. Ibland räknas dock Microdontinae som en egen familj och ibland bryts tribus Pipizini ut till en egen underfamilj. Indelningen i tribus och släkten revideras fortlöpande i takt med forskarnas nya rön, inte minst med hjälp av DNA-analyser.
Tillsammans med familjen ögonflugor (Pipunculidae) bildar blomflugorna överfamiljen Syrphoidea.

### Släkten i Norden
Nedan följer samtliga 78 släkten som förekommer i Norden. Tabellernas kolumner är sorterbara.
Underfamilj Syrphinae
| Svenskt namn        | Vetenskapligt namn | Tribus        | Auktor                      | Antal arter i Norden |
| ------------------- | ------------------ | ------------- | --------------------------- | -------------------- |
| Nålblomflugor       | Baccha             | Bacchini      | Fabricius, 1805             | 1                    |
| Gräsblomflugor      | Melanostoma        | Melanostomini | Schiner, 1860               | 3                    |
| Fotblomflugor       | Platycheirus       | Melanostomini | Lepeletier & Serville, 1828 | 44                   |
| Malblomflugor       | Xanthandrus        | Melanostomini | Verrall, 1901               | 1                    |
| Stäppblomflugor     | Paragus            | Paragini      | Latreille, 1804             | 8                    |
| Getingblomflugor    | Chrysotoxum        | Chrysotoxini  | Meigen, 1803                | 10                   |
| Skogsblomflugor     | Dasysyrphus        | Syrphini      | Enderlein, 1938             | 10                   |
| Vinkelblomflugor    | Didea              | Syrphini      | Macquart, 1834              | 3                    |
| Kronblomflugor      | Doros              | Syrphini      | Meigen, 1803                | 1                    |
| Brynblomflugor      | Epistrophe         | Syrphini      | Walker, 1852                | 11                   |
| Majblomflugor       | Epistrophella      | Syrphini      | Dušek & Láska, 1967         | 1                    |
| Flyttblomflugor     | Episyrphus         | Syrphini      | Matsumura & Adachi, 1917    | 1                    |
| Barrblomflugor      | Eriozona           | Syrphini      | Schiner, 1860               | 1                    |
| Fältblomflugor      | Eupeodes           | Syrphini      | Osten-Sacken, 1877          | 16                   |
| Kilblomflugor       | Fagisyrphus        | Syrphini      | Dušek & Láska, 1967         | 1                    |
| Lyktblomflugor      | Leucozona          | Syrphini      | Schiner, 1860               | 4                    |
| Barrblomflugor      | Megasyrphus        | Syrphini      | Dušek & Láska, 1967         | 1                    |
| Flickblomflugor     | Melangyna          | Syrphini      | Verrall, 1901               | 9                    |
| Flickblomflugor     | Meligramma         | Syrphini      | Frey, 1946                  | 2                    |
| Flickblomflugor     | Meliscaeva         | Syrphini      | Frey,1946                   | 2                    |
| Buskblomflugor      | Parasyrphus        | Syrphini      | Matsumura, 1917             | 10                   |
| Glasvingeblomflugor | Scaeva             | Syrphini      | Fabricius, 1805             | 3                    |
| Sländblomflugor     | Sphaerophoria      | Syrphini      | Lepeletier & Serville, 1828 | 17                   |
| Solblomflugor       | Syrphus            | Syrphini      | Fabricius, 1775             | 6                    |
| Kilblomflugor       | Xanthogramma       | Syrphini      | Schiner, 1860               | 3                    |

Underfamilj Eristalinae
| Svenskt namn      | Vetenskapligt namn | Tribus         | Auktor                      | Antal arter i Norden |
| ----------------- | ------------------ | -------------- | --------------------------- | -------------------- |
| ?                 | Arbustorum         |                |                             |                      |
| Bronsblomflugor   | Callicera          | Callicerini    | Panzer, 1809                | 2                    |
| Griffelblomflugor | Ceriana            | Cerioidini     | Rafinesque,1815             | 1                    |
| Savblomflugor     | Sphiximorpha       | Cerioidini     | Rondani, 1850               | 1                    |
| Örtblomflugor     | Cheilosia          | Rhingiini      | Meigen, 1822                | 54                   |
| Guldblomflugor    | Ferdinandea        | Rhingiini      | Rondani, 1844               | 2                    |
| Örtblomflugor     | Portevinia         | Rhingiini      | Goffe, 1944                 | 1                    |
| Näbblomflugor     | Rhingia            | Rhingiini      | Scopoli, 1763               | 2                    |
| Öronblomflugor    | Pelecocera         | Rhingiini      | Meigen, 1822                | 4                    |
| Savblomflugor     | Brachyopa          | Chrysogastrini | Meigen, 1822                | 10                   |
| Ängsblomflugor    | Chrysogaster       | Chrysogastrini | Meigen, 1803                | 3                    |
| Fjällblomflugor   | Chrysosyrphus      | Chrysogastrini | Sedman, 1965                | 2                    |
| Barkblomflugor    | Hammerschmidtia    | Chrysogastrini | Schummel, 1834              | 1                    |
| Metallblomflugor  | Lejogaster         | Chrysogastrini | Rondani, 1857               | 2                    |
| Ängsblomflugor    | Melanogaster       | Chrysogastrini | Rondani, 1857               | 4                    |
| Parkblomflugor    | Myolepta           | Chrysogastrini | Newman, 1838                | 1                    |
| Dvärgblomflugor   | Neoascia           | Chrysogastrini | Williston, 1886             | 8                    |
| Glansblomflugor   | Orthonevra         | Chrysogastrini | Macquart, 1829              | 8                    |
| Midjeblomflugor   | Sphegina           | Chrysogastrini | Meigen, 1822                | 6                    |
| Dammblomflugor    | Anasimyia          | Eristalini     | Schiner, 1864               | 5                    |
| Slamflugor        | Eristalinus        | Eristalini     | Rondani, 1845               | 2                    |
| Slamflugor        | Eristalis          | Eristalini     | Latreille, 1804             | 18                   |
| Kärrblomflugor    | Helophilus         | Eristalini     | Meigen, 1822                | 7                    |
| Sävblomflugor     | Lejops             | Eristalini     | Rondani, 1857               | 1                    |
| Hålblomflugor     | Mallota            | Eristalini     | Meigen, 1822                | 2                    |
| Dödskalleflugor   | Myathropa          | Eristalini     | Rondani, 1845               | 1                    |
| Strandblomflugor  | Parhelophilus      | Eristalini     | Girschner, 1897             | 3                    |
| Björnblomflugor   | Arctophila         | Eristalini     | Schiner, 1860               | 2                    |
| Torvblomflugor    | Sericomyia         | Eristalini     | Meigen, 1803                | 5                    |
| Månblomflugor     | Eumerus            | Eumerini       | Meigen, 1822                | 8                    |
| Sotblomflugor     | Psilota            | Eumerini       | Meigen, 1822                | 2                    |
| Narcissblomflugor | Merodon            | Eumerini       | Meigen, 1803                | 2                    |
| Gallblomflugor    | Heringia           | Pipizini       | Rondani, 1856               | 8                    |
| Gallblomflugor    | Pipiza             | Pipizini       | Fallén, 1810                | 8                    |
| Rotlusblomflugor  | Pipizella          | Pipizini       | Rondani, 1856               | 3                    |
| Gallblomflugor    | Trichopsomyia      | Pipizini       | Williston, 1888             | 2                    |
| Gallblomflugor    | Triglyphus         | Pipizini       | Loew, 1840                  | 1                    |
| Humleblomflugor   | Volucella          | Volucellini    | Geoffroy, 1762              | 3                    |
| Stubblomflugor    | Blera              | Xylotini       | Billberg, 1820              | 2                    |
| Mulmblomflugor    | Brachypalpoides    | Xylotini       | Hippa, 1978                 | 1                    |
| Mulmblomflugor    | Brachypalpus       | Xylotini       | Macquart, 1834              | 1                    |
| Praktblomflugor   | Caliprobola        | Xylotini       | Rondani, 1845               | 1                    |
| Mulmblomflugor    | Chalcosyrphus      | Xylotini       | Curran, 1925                | 5                    |
| Pälsblomflugor    | Criorhina          | Xylotini       | Meigen, 1822                | 4                    |
| Vedblomflugor     | Lejota             | Xylotini       | Rondani, 1857               | 1                    |
| Pälsblomflugor    | Pocota             | Xylotini       | Lepeletier & Serville, 1828 | 1                    |
| Blodblomflugor    | Psarus             | Xylotini       | Latreille, 1804             | 1                    |
| Tajgablomflugor   | Sphecomyia         | Xylotini       | Latreille, 1829             | 1                    |
| Trädblomflugor    | Spilomyia          | Xylotini       | Meigen, 1803                | 2                    |
| Kompostblomflugor | Syritta            | Xylotini       | Lepeletier & Serville, 1828 | 1                    |
| Tigerblomflugor   | Temnostoma         | Xylotini       | Lepeletier & Serville, 1828 | 7                    |
| Eldblomflugor     | Tropidia           | Xylotini       | Meigen, 1822                | 2                    |
| Vedblomflugor     | Xylota             | Xylotini       | Meigen, 1822                | 12                   |

Underfamilj Microdontinae
- Myrblomflugor (Microdon), (Meigen, 1803), 5 arter

## Galleri

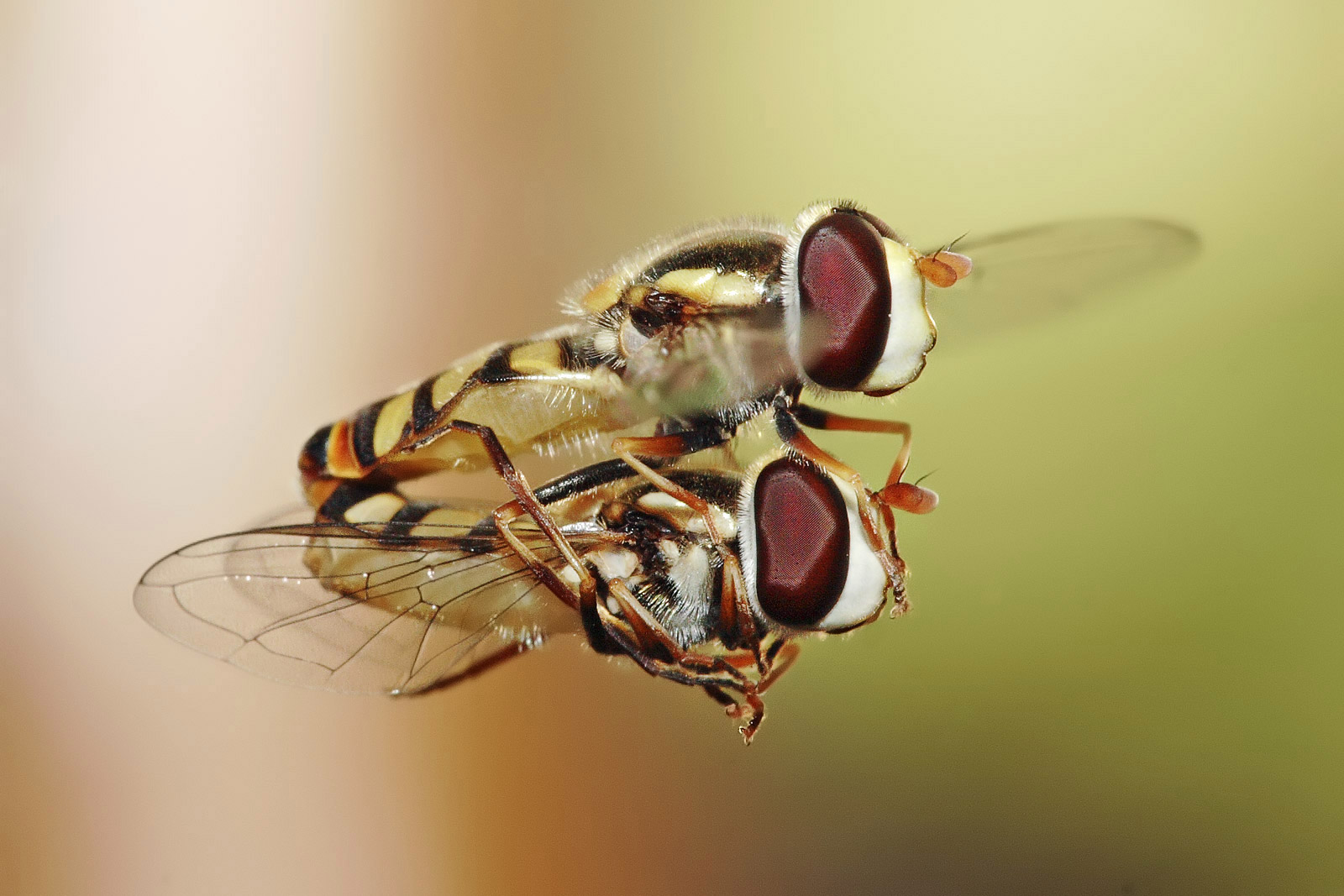
Simosyrphus grandicornis vid parningen
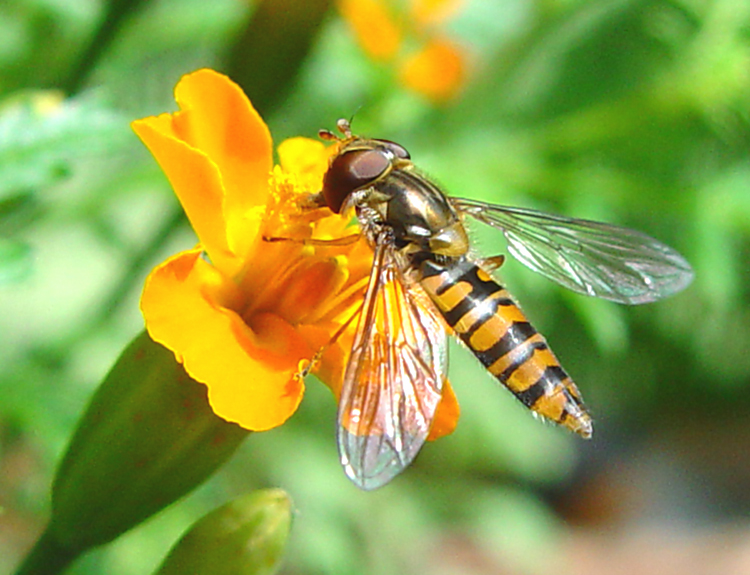
Flyttblomfluga (Episyrphus balteatus)
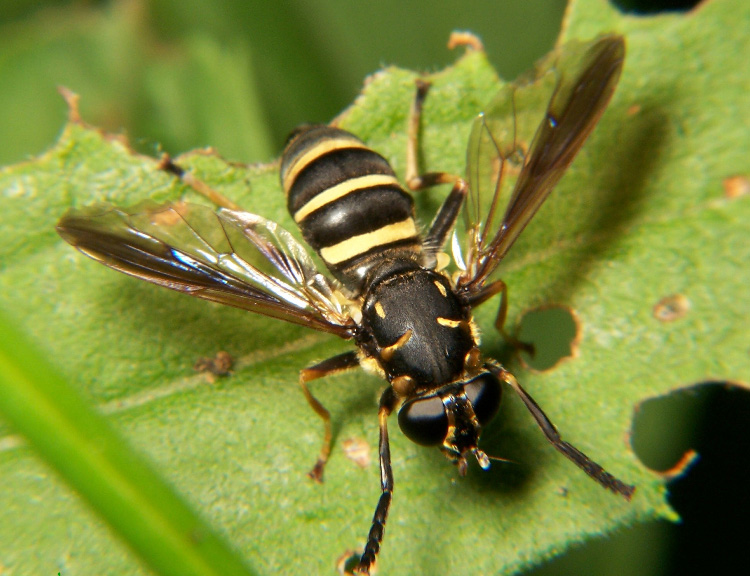
Tigerblomflugor (Temnostoma) efterliknar getingar.
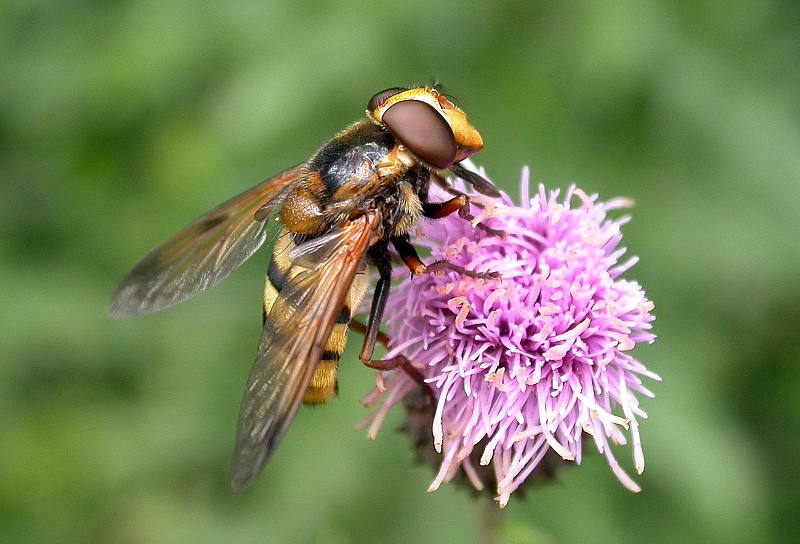
Bålgetingblomfluga (Volucella inanis)
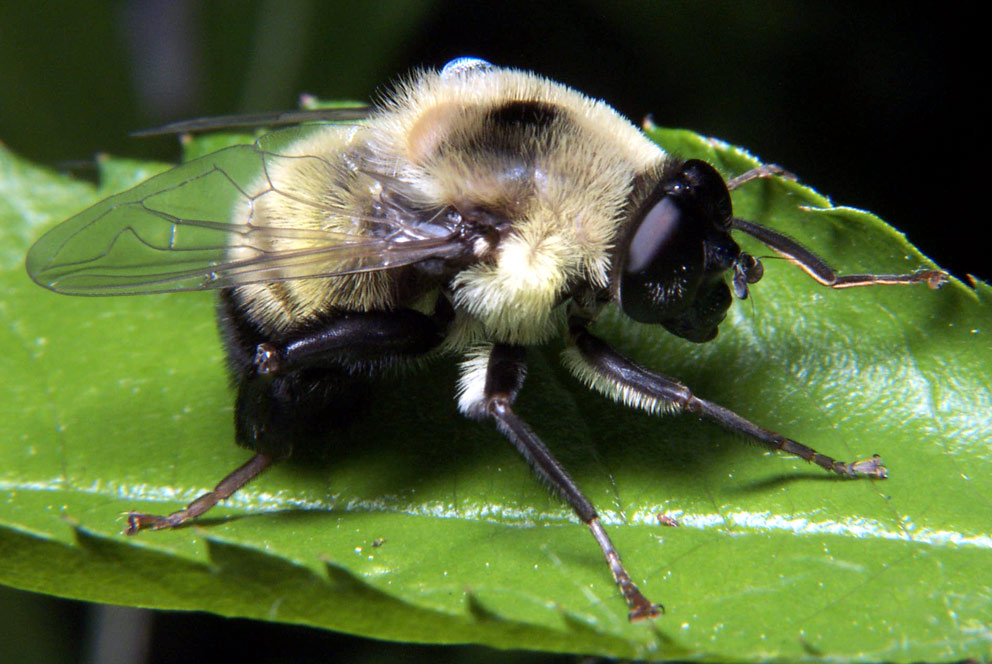
Hålblomflugor (Mallota) efterliknar humlor.
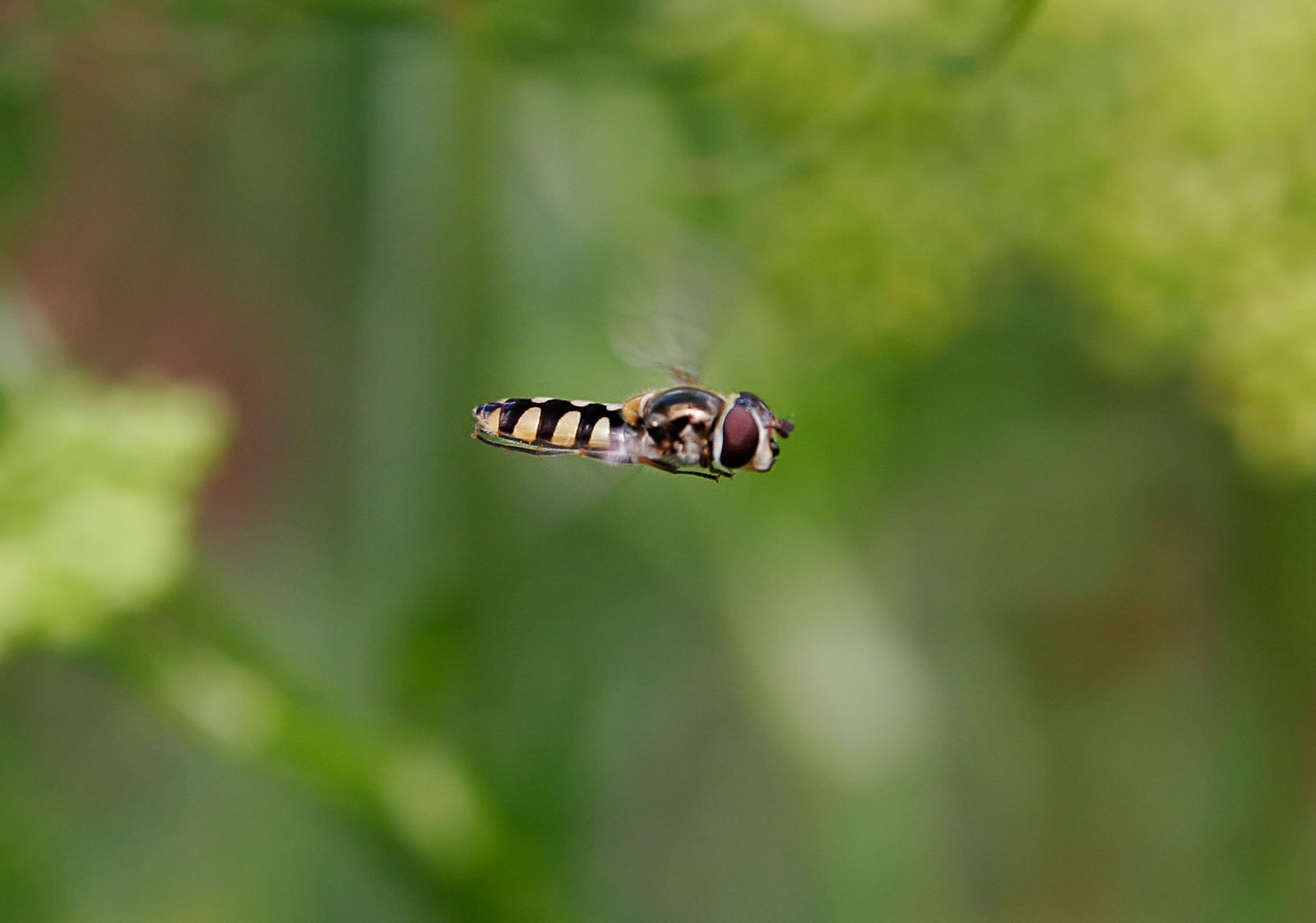
Nyfiken fältblomfluga (Eupeodes corollae)
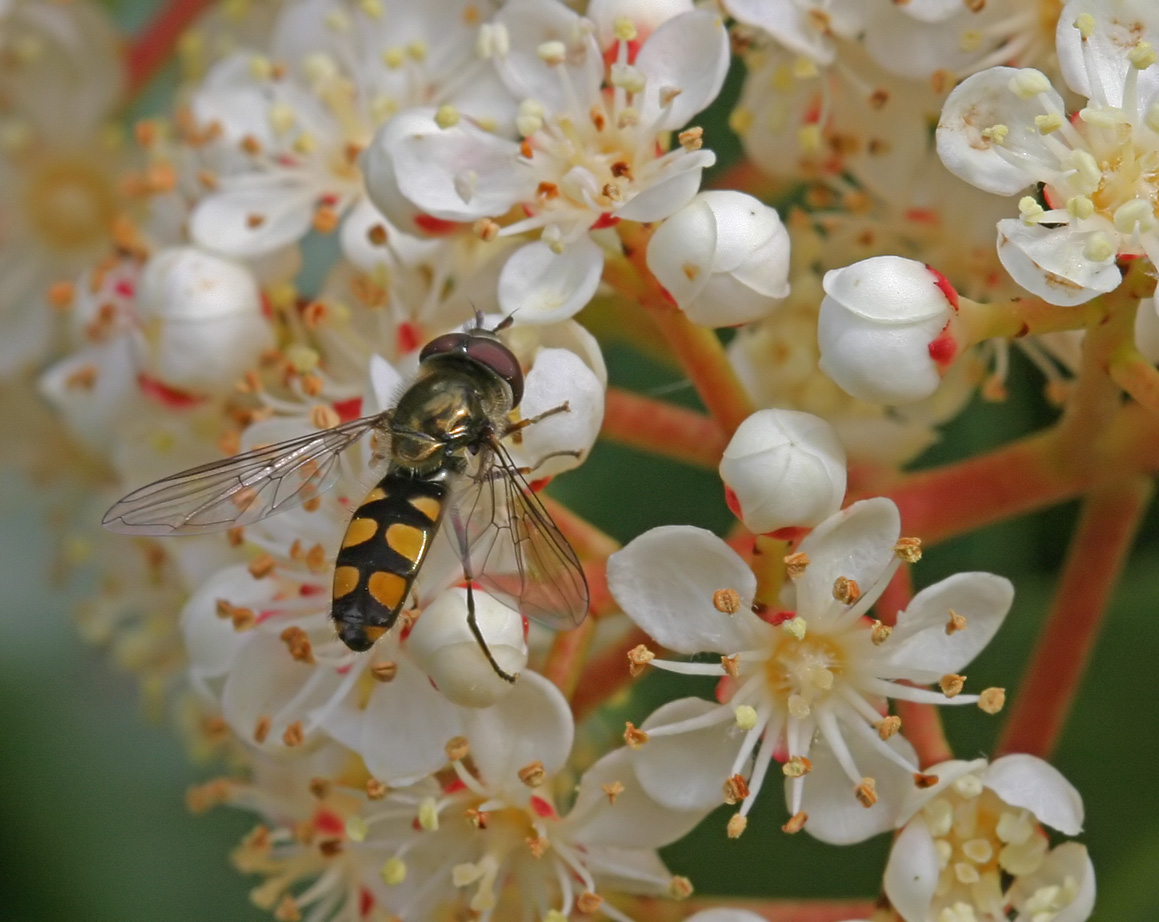
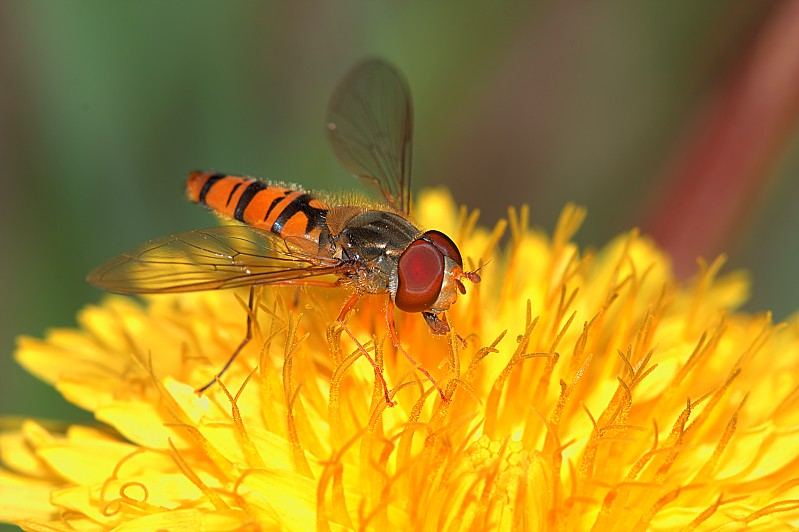
Flyttblomfluga (Episyrphus balteatus)
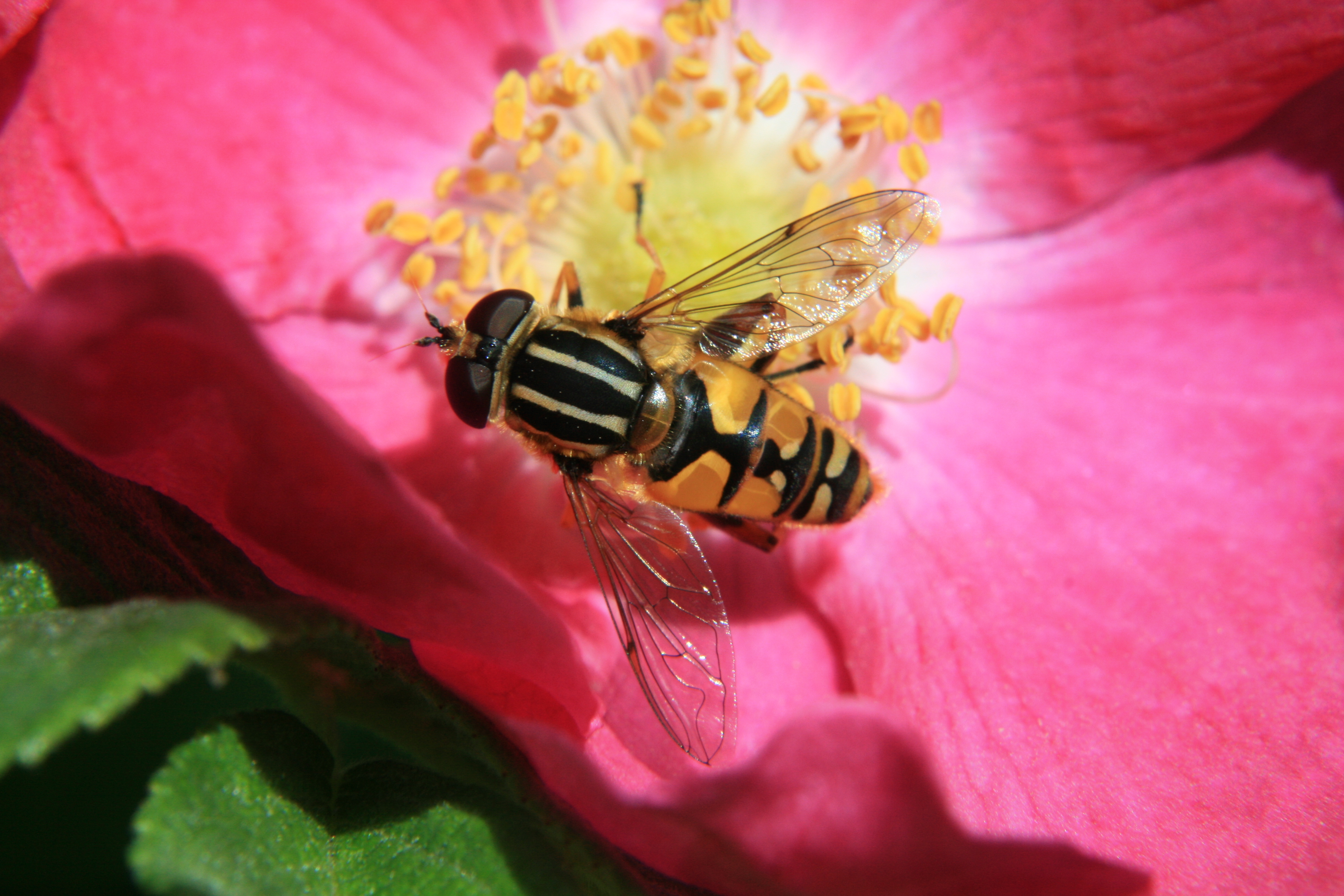
Pendelblomfluga (Helophilus pendulus)
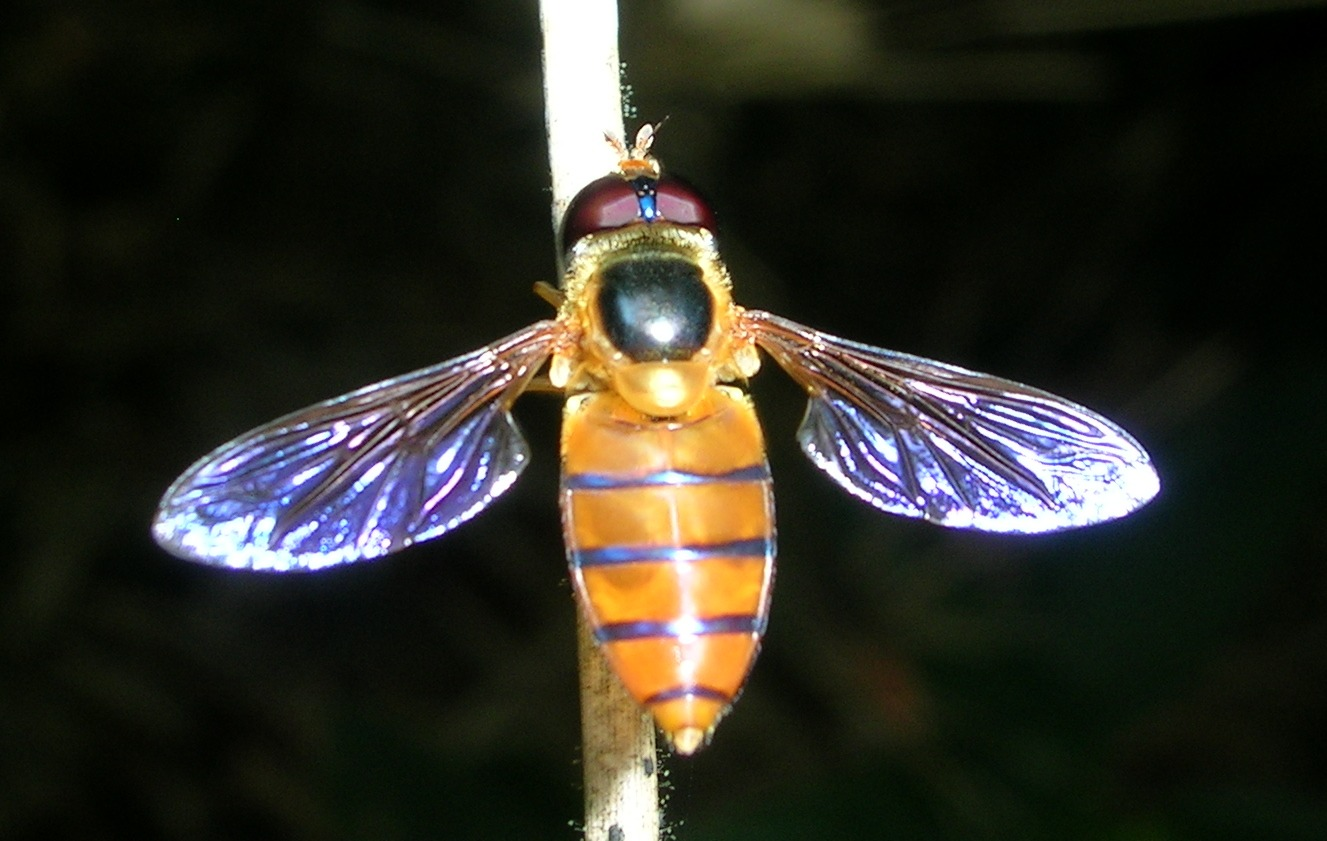
Blomfluga som efterliknar ett bi.
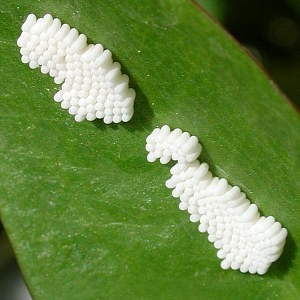
Ägg av pendelblomfluga
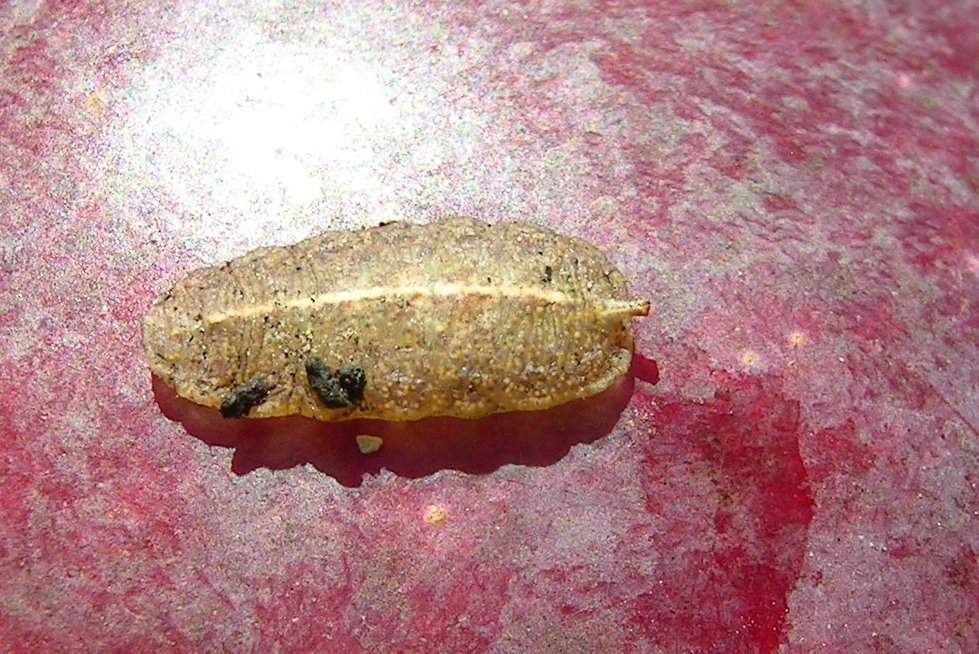
Larv